# Kadeřník

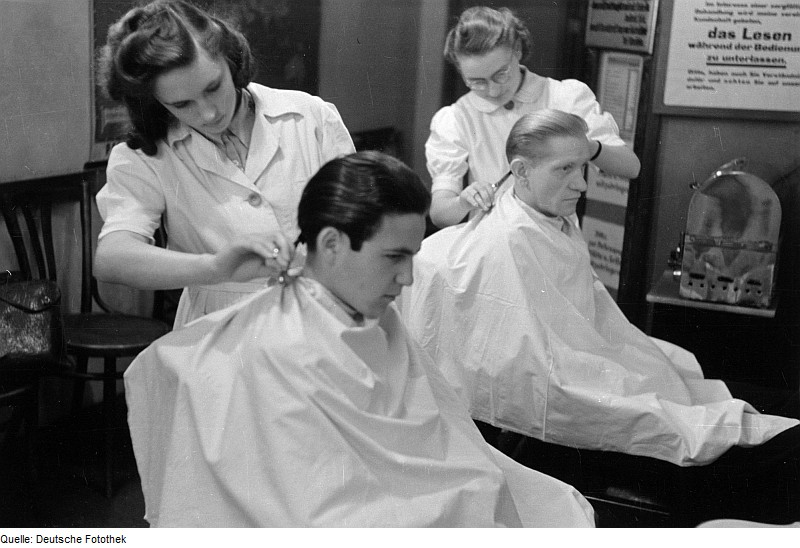

Kadeřník (žena: kadeřnice) je člověk, jehož povoláním je péče o vlasy a změna jejich stylu.

## Poskytované služby
Kadeřníci/kadeřnice pracují v kadeřnictvích nebo po vzájemné dohodě navštěvují zákazníka v jeho bytě. Mohou poskytovat následující služby:
- mytí vlasů
- stříhání vlasů (pánské, dámské, dětské)
- střih strojkem
- foukání vlasů
- prodlužování vlasů
- žehlení vlasů, kulmování vlasů, krepování vlasů
- účesy (pánské, společenské, svatební, maškarní, každodenní, koktejlové, večerní atd.)
- melírování vlasů (blond, červené, hnědé, barevné atd.)
- zhušťování vlasů
- barvení vlasů (plavá blond, čokoládově hnědá, popelavá blond, lískový oříšek a jiné odstíny barev)
- vodová ondulace (dočasná úprava tvaru vlasů za mokra)
- odbarvování vlasů
- preparace vlasů (trvalé tvarování vlasů pomocí chemických a fyzikálních prostředků)
- masáže hlavy (přístrojem, ručně)
- ve vybraných také holení vousů
- poradenská služba
- regenerace vlasů

## Historie řemesla
První zmínky o kadeřnicích se objevují již z období starověkého Egypta či Říma a Řecka. V těchto dávných dobách vykonávali profesi kadeřníka především otroci, kteří byli k této profesi často vedeni svými otrokáři.

## Kadeřnické osobnosti
Prvním známým a dohledatelným kadeřnickým jménem je údajně pan Champagne z Francie. Tomuto muži prošly rukama takové osobnosti, jako např. princezna Marie de Gonzague, či manželka polského krále Wladyslawa IV.
Další kadeřnickou osobností byl bezesporu i autor knihy s 38 účesy – Legros de Rumigny. Francouzský kadeřník, jehož stálou klientkou byla slavná Madame de Pompadour a založil první kadeřnickou školu na světě. To francouzská královna Marie Antoinetta i další dámy milující komplikované a extrémně vysoké účesy spoléhaly na vlasového mága Léonarda.
Pro návrhářku Coco Chanel byl typický účes „bob cut“. Autorem tohoto krátkého účesu byl kadeřník Antoine neboli Antek Cierplikowski. Sydney Guilaroff se jako první kadeřník objevil na plátně. Jeho kadeřnické nadání potvrzuje i to, že česal Grace Kelly v její svatební den.
Z kadeřnických osobností poslední doby lze uvést zejména Johna Sahaga, který stříhá vlasy jedině na sucho. Pečuje o vlasový styling Demi Moore. Kadeřníkem hollywoodských hvězd je Oribe.

## Studium
Tříletý obor kadeřnictví lze studovat na středních odborných učilištích nebo středních odborných školách. Po závěrečných učňovských zkouškách student získává výuční list v tomto oboru. Dostupné jsou i kadeřnické kurzy a různá školení.